# Makokou
Makokou ist die Hauptstadt der Provinz Ogooué-Ivindo in Gabun. Ihre Höhe über dem Meeresspiegel liegt bei 308 m. Die Einwohnerzahl betrug im Jahr 2004 etwa 16.600.
Die Stadt liegt am Fluss Ivindo und an der Nationalstraße N4. Ihr Wachstum entstand durch die umliegenden Eisenminen. Sie grenzt an den Nationalpark Ivindo.

## Persönlichkeiten
- Michaël Moussa Adamo (1961–2023), Journalist, Politiker und Diplomat
- Alain Claude Bilie By Nze (* 1967), Politiker